# Fraser (Michigan)
La ville de Fraser est située dans le comté de Macomb, dans l’État du Michigan, aux États-Unis. Sa population s’élevait à 14 480 habitants lors du recensement de 2010, estimée à 14 568 habitants en 2018.

## Source
- (en) Cet article est partiellement ou en totalité issu de l’article de Wikipédia en anglais intitulé « Fraser, Michigan » (voir la liste des auteurs).